# کف‌شو
کف‌ شوی ( floor scrubber ) دستگاهی جهت نظافت مکانیزه سطوح مختلف میباشد. این دستگاه می‌ تواند همزمان کف سالن‌ ها را با انواع کفپوش شسته و فورا خشک کند. برخی از مدل‌ ها می‌ توانند علاوه بر عملیات شست و شو به جمع‌ آوری آشغال‌ های ریز و درشت نیز بپردازند. از کف شوی در سالن‌ های بزرگ هواپیمایی، قطار و … برای سهولت و سرعت بخشیدن در روند پاکسازی سالن‌ ها استفاده می شود.

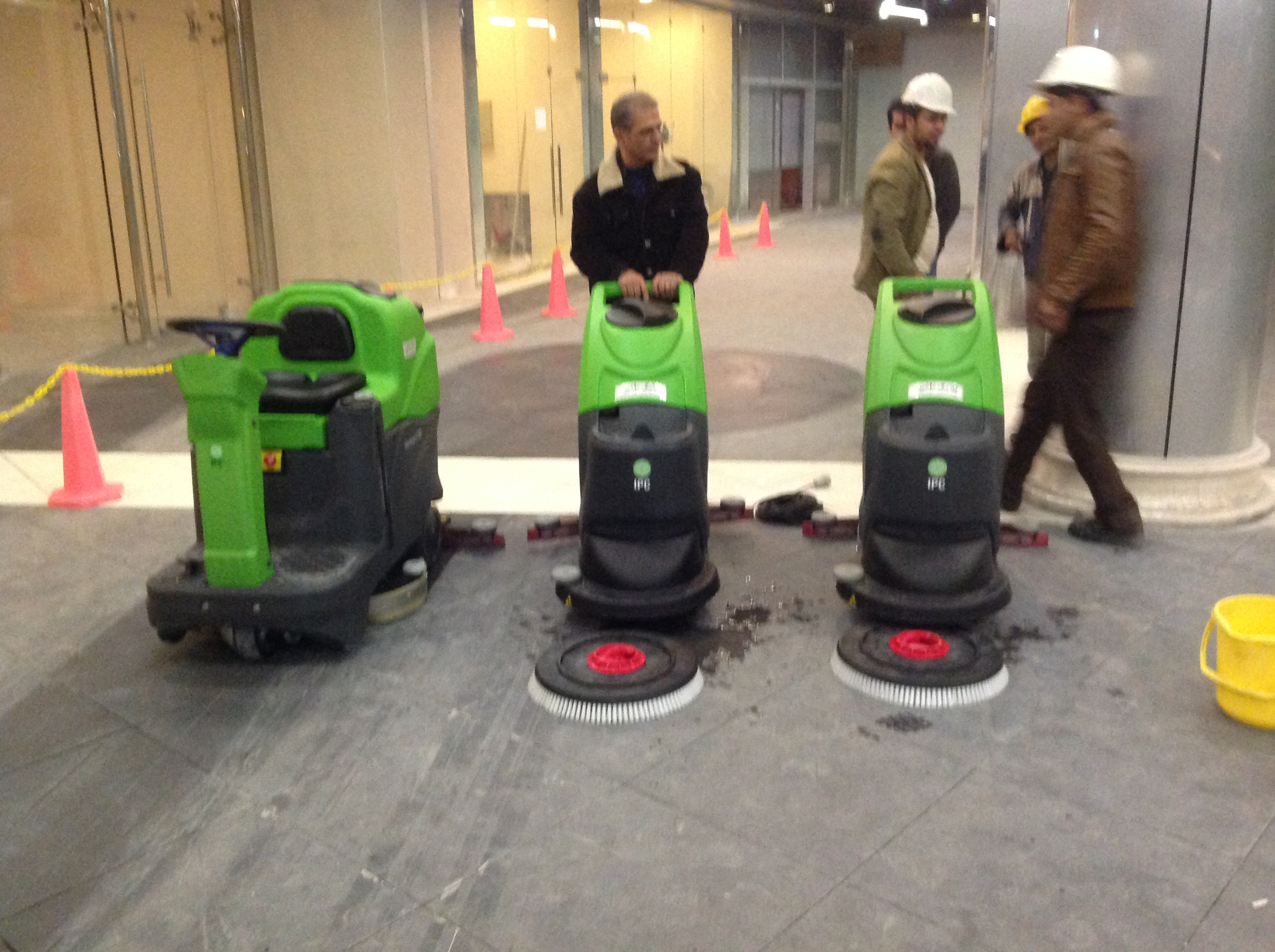
اسکرابر (کف شوی)

## کاربرد کف شوی در مکان‌ های مختلف
نظافت سنتی یا همان نظافت با استفاده از تی در مجموعه های بزرگ کاربردی نیست زیرا زمان زیادی صرف می شود و حتی در بعضی موارد غیرقابل انجام است و نظافت از کیفیت مطلوبی برخوردار نخواهد شد، به همین دلیل مکان‌ های بزرگ و کارخانه‌ ها جهت نظافت مجموعه خود از دستگاه‌ های نظافت خودکار استفاده می‌ کنند.
دستگاه‌ کف‌ شوی با برق یا مخزن باتری کار می کنند. دستگاه‌ کف‌ شوی برقی در انتهای خود کابلی بلند دارند که به برق شهری وصل شده و بدون محدودیت عملیات نظافت را انجام می‌ دهد. عیب این نوع از مصرف دستگاه‌ این است که در محیط‌ های شلوغ کاربرد آن کاهش میابد. به این علت که کابل دستگاه باعث ایجاد مشکلاتی در این زمینه می‌ شود.
دستگاه‌ کف‌ شوی با مخزن باتری بدون هیچ مشکلی در محیط‌ های شلوغ عملیات نظافت را انجام می‌ دهد؛ این دستگاه‌ به صورت دستی و با راننده طراحی، تولید و به بازارهای جهانی عرضه می‌ شوند و پس از اتمام مخزن باتری، باید به مدت چند ساعت پر شوند.

## مزایا و معایب استفاده از کف شوی و روش سنتی (استفاده از تی)

##### 1. افزایش بهره‌وری و سرعت نظافت
اسکرابرهای صنعتی به‌طور همزمان کار شستشو و خشک‌کردن را انجام می‌دهند که باعث کاهش زمان نظافت و افزایش بهره‌وری می‌شود. این ویژگی به خصوص در فضاهای بزرگ مانند انبارها، سالن‌های تولیدی و مراکز تجاری مهم است.

##### 2. کاهش هزینه‌ها
استفاده از اسکرابر صنعتی به کاهش نیاز به نیروی انسانی و مواد شوینده کمک می‌کند، زیرا به دلیل کارایی بالا و استفاده بهینه از منابع، هزینه‌های نظافت کاهش می‌یابد.

##### 3. افزایش ایمنی
به دلیل قابلیت خشک‌کردن سریع سطوح، خطر لغزش و افتادن افراد به طور چشم‌گیری کاهش می‌یابد. این ویژگی در محیط‌های پرتردد صنعتی و تجاری بسیار مهم است.

##### 4. افزایش کیفیت نظافت
اسکرابرهای صنعتی از سیستم‌های شستشو و مکش قوی برخوردارند که می‌توانند آلودگی‌ها و کثیفی‌های سرسخت را از بین ببرند و به حفظ کیفیت بالای نظافت کمک کنند.

## معایب

##### 1. هزینه اولیه بالا
یکی از اصلی‌ترین معایب اسکرابرهای صنعتی، هزینه اولیه خرید آن‌هاست. این دستگاه‌ها به دلیل تکنولوژی پیشرفته و ابعاد بزرگ معمولاً هزینه بالایی دارند که ممکن است برای کسب‌وکارهای کوچک یا سازمان‌های محدود از لحاظ بودجه چالش‌برانگیز باشد.

##### 2. نیاز به نگهداری و تعمیرات
اسکرابرها به دلیل داشتن قطعات مکانیکی و الکترونیکی پیچیده نیاز به نگهداری منظم دارند. در صورت عدم نگهداری مناسب، این دستگاه‌ها ممکن است دچار خرابی شوند که تعمیرات آن‌ها نیز ممکن است هزینه‌بر باشد.

##### 3. وزن و ابعاد بزرگ
اسکرابرهای صنعتی به دلیل ابعاد و وزن بالای خود ممکن است در برخی فضاها یا محیط‌های کوچک عملکرد مناسبی نداشته باشند. حمل و جابجایی آن‌ها نیز ممکن است دشوار باشد و نیاز به فضای ذخیره‌سازی بزرگی دارند.

##### 4. نیاز به آموزش برای استفاده
استفاده صحیح از اسکرابر صنعتی نیازمند آموزش اولیه است. اپراتورها باید با نحوه کار با دستگاه، تنظیمات مناسب و نکات ایمنی آشنا باشند تا بتوانند از دستگاه به بهترین شکل استفاده کنند. این آموزش ممکن است برای برخی شرکت‌ها زمان‌بر و هزینه‌بر باشد.

## کف شوی در چه مکانی استفاده می‌ شود ؟
کف شوی دارای مدل و سایز های متنوعی است و قابلیت استفاده در همه فضا ها را بر اساس مدل های مختلف دارد.
- رستوران
- داروخانه
- بیمارستان
- سالن‌ ورزشی
- فرودگاه
- پایانه
-مدارس
- مجتمع‌ تجاری و خرید
- دانشگاه
- کارخانه
- ورزشگاه
- استخر
- پارکینگ‌ عمومی
- فروشگاه‌ زنجیره‌ ای
- و دیگر مکان های مورد نیاز برای نظافت

## مکانیزم دستگاه کف شوی
تمامی کف شوی ها مکانیزم یکسانی دارند. برس در جلوی دستگاه با استفاده از ریختن آب و مواد شوینده عملیات شستشو را انجام می‌ دهد و با استفاده از تی مخصوص و فن تعبیه شده در انتهای دستگاه کثیفی و آلودگی سطح را جمع‌ آوری می‌ کند و سطحی کاملاً تمیز و خشک و ایمن را فراهم می کند.
اجزای کف شوی به شرح زیر میباشد:
A. مخزن آب تمیز: مخزن آب تمیز که آب و مواد شوینده جهت شستشوی سطوح در آن ریخته می‌ شود.
B. مخزن آب کثیف: مخزن آب کثیف که در بالای مخزن آب تمیز قرار دارد و وظیفه آن نگهداری آب کثیف و خرده آشغال‌ های جمع شده از سطح زمین می‌ باشد.
C. برس: برس در قسمت جلوی دستگاه قرار دارد، وظیفه آن عملیات برس زدن و تمیز کردن سطوح است. جنس برس با توجه به نوع سطح و آلودگی انتخاب می‌ شود.
D. تی: تی مخصوص در عقب دستگاه تعبیه شده که وظیفه آن خشک کردن سطوح است و توسط یک شلنگ رابط، آلودگی را به مخزن آب کثیف منتقل می‌ کند و سطح را کاملاً خشک می‌ کند.
E. لوله تخلیه: این لوله در قسمت عقب دستگاه تعبیه شده و وظیفه آن تخلیه مخزن آب کثیف در محل های تخلیه می‌ باشد.